# Alfred Mézières

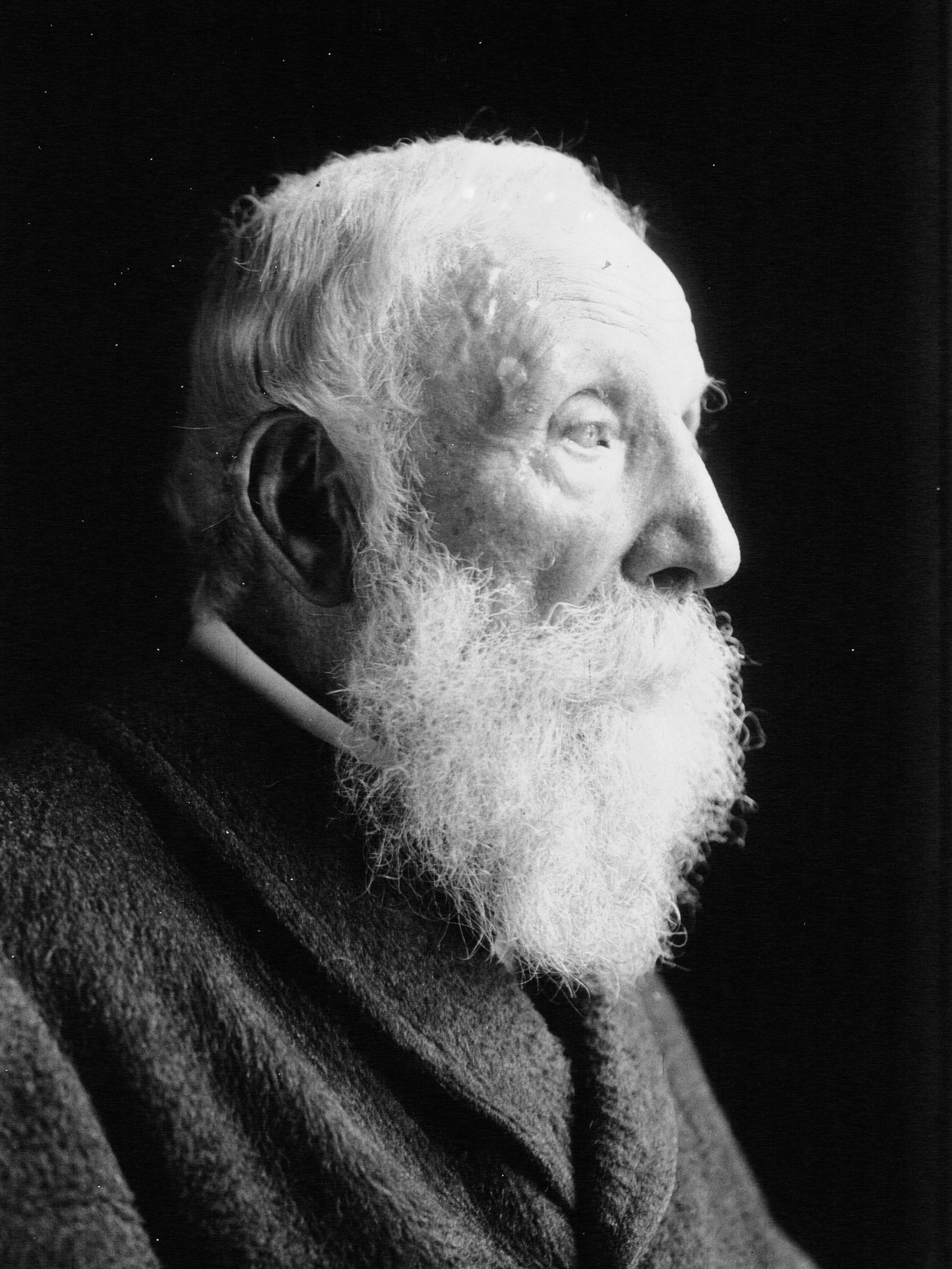
Alfred Mézières (1914)

Alfred Mézières (* 19. November 1826 in Réhon; † 10. Oktober 1915 ebenda) war ein französischer Literaturwissenschaftler, Hochschulprofessor, Journalist, Politiker und Mitglied der Académie française.

## Leben
Alfred Mézières war der Sohn von Louis-Marie-Henri Mézières, Professor für ausländische Literaturgeschichte an der Universität Nancy und Verfasser einer dreibändigen Geschichte der englischen Literatur. Mütterlicherseits entstammte er einer aus Schottland eingewanderten Familie. Er wuchs an der luxemburgischen Grenze auf und hatte Verwandte in Deutschland.
Ab 1845 besuchte er die École normale supérieure, bestand die Agrégation und unterrichtete ab 1848 in Metz. Von 1849 bis 1852 gehörte er der École française d’Athènes an und hielt sich im Mittelmeerraum, vor allem in Italien, auf. 1853 habilitierte er sich an der Sorbonne mit einer Arbeit über Paolo Paruta und unterrichtete für kurze Zeit in Toulouse. Von 1854 bis 1861 lehrte er ausländische Literaturgeschichte an der Universität Nancy, ab 1861 an der Sorbonne und ab 1863 als dortiger Lehrstuhlinhaber.
Ab 1881 ließ er sich bei seiner Lehrtätigkeit vertreten, wechselte in die Politik und wirkte von 1881 bis 1900 als Abgeordneter und ab 1900 als Senator. 1848 und im Deutsch-Französischen Krieg 1870/1871 leistete er Militär- bzw. Kriegsdienst als Offizier. 
1861 gehörte er im Umkreis von Auguste Nefftzer zu den Gründern der liberalen Tageszeitung Le Temps, für die er Beiträge schrieb. Diese und seine umfänglichen Veröffentlichungen über Shakespeare, Dante, Petrarca und Goethe brachten ihm 1874 den Sitz Nr. 23 in der Académie française ein.
1914 wurde er als 87-jähriger Senator in Réhon vom Ausbruch des Ersten Weltkriegs überrascht, von den Deutschen als Geisel festgenommen und erst am 3. Oktober 1915 im Austausch mit einem deutschen Konsul freigelassen. Der zu diesem Zeitpunkt bereits todkranke Mézières starb sieben Tage später im Alter von fast 89 Jahren.

## Gedenken
In Nancy und in seiner Heimatstadt Réhon sind Straßen nach Alfred Mézières benannt. In Longwy trägt ein Gymnasium seinen Namen.

## Werke